# Vrysoules (Megalopoli)
Vrysoules (griechisch Βρυσούλες ‚kleine Quellen‘ (f. pl.)) ist ein Dorf in der Ortsgemeinschaft Perivolia der Gemeinde Megalopoli in der griechischen Region Peloponnes. Der Ort hat 25 Einwohner.

## Lage
Das Dorf liegt zwischen der A 7 im Osten und der Nationalstraße 7 im Westen etwa 3,5 km südöstlich des Stadtzentrums von Megalopoli und 1,5 km südlich von Perivolia.

## Einwohnerentwicklung
| 1920 | 125 |
| 1961 | 88  |
| 1991 | 59  |
| 2001 | 50  |
| 2011 | 25  |